# Aleja Prymasa Tysiąclecia w Warszawie
Aleja Prymasa Tysiąclecia – trasa szybkiego ruchu na osi północ-południe przebiegająca w zachodniej części Warszawy. 

## Opis
W latach 30. XX w., w czasie modernizacji kolejowego węzła warszawskiego, zbudowano tunel pod torami głównymi w ciągu ulicy Józefa Bema, która biegła wzdłuż murów m.in. fabryki Lilpop, Rau i Loewenstein, zniszczonej przez Niemców w 1944 roku. Po wojnie tunel nie był używany aż do lat 60. XX w. 
W związku z koniecznością zbudowania tam szerokiej arterii obwodowej, zaprojektowano trasę przez dawne tereny fabryki Lilpopa, łączącą Ochotę z Wolą i wykorzystującą tunel pod torami, który został też wydłużony pod torami skrętu z obwodnicy w kierunku zachodnim i poszerzony do trzech naw przeznaczonych dla ruchu kołowego i jednej nazwy przeznaczonej dla ruchu pieszego, z których początkowo wykończona została tylko jedna nawa przeznaczona dla ruchu kołowego. Trasę zaprojektowano po zewnętrznej stronie obwodnicy kolejowej, aby nie krzyżowała się z nią, stąd charakterystyczny kształt trasy. Całej projektowanej trasie pomiędzy Alejami Jerozolimskimi a ulicą Powązkowską uchwałą Rady Narodowej m.st. Warszawy z dnia 31 stycznia 1969 nadano nazwę aleja Rewolucji Październikowej.
5 marca 1973 oddano do użytku odcinek pomiędzy Alejami Jerozolimskimi a ulicą Górczewską, a trasą ruszyła specjalnie uruchomiona linia autobusowa (wówczas 184, po 1979 połączona z linią 167). W tunelu przy Dworcu Zachodnim przejazd był bardzo wąski – mieściły się tylko 2 autobusy, pozostała przestrzeń pod torami była wypełniona ziemią. Aleja Rewolucji Październikowej wchłonęła wybudowaną w 1963 ulicę Nowo-Bema, którą od grudnia 1963 kursowały tramwaje linii 11 i 34. U zbiegu alei i Wolskiej znajdowała się pętla tramwajowa. 
W 1990, w związku z budową kolejnego odcinka alei, ekshumowano szczątki 2566 pochowanych na cmentarzu Wojskowym na Powązkach żołnierzy niemieckich, którzy m.in. zmarli w warszawskich szpitalach z ran odniesionych na froncie wschodnim i podczas walk w powstaniu warszawskim, i przeniesiono je na cmentarz wojenny w pobliżu wsi Joachimów-Mogiły. 30 czerwca tego roku zawieszono ruch tramwajowy w związku z przygotowaniami do budowy estakad. Prace rozpoczęły się w drugiej połowie 1990, ale po kilkudziesięciu miesiącach je przerwano. Przez kilka lat jako pomniki budowy zostały słupy estakady przyszłej trasy nad ulicami Kasprzaka i Wolską oraz prawie gotowy wiadukt nad ulicą Górczewską. Za ul. Górczewską w stronę Powązek trasa była planowana, ale praktycznie budowy na tym odcinku nie prowadzono. 
Planowano także połączenie arterii z ulicą Zygmunta Krasińskiego.
W 1997 wznowiono prace nad budową alei Prymasa Tysiąclecia, poszerzono i udrożniono tunel przy Dworcu Zachodnim (obecnie dostępne są 3 pasy w każdym kierunku), a w listopadzie 2000 oddano trasę do użytku.
Po stronie Ochoty część dawnej ulicy Bema na osi tunelu (obecnie al. Bohaterów Września) również pozostała na uboczu, gdyż przedłużenie trasy skierowano w ulicę Bitwy Warszawskiej 1920 r. (d. Wery Kostrzewy).
Aleja w latach 2000–2013 na odcinku od ulicy Kasprzaka do ronda Zesłańców Syberyjskich była częścią miejskiego odcinka drogi krajowej nr 2 i trasy europejskiej E30. Obecnie na całej długości stanowi fragment drogi krajowej nr 7 i trasy europejskiej E77.

### Nazwa
- 1959−1963 – Nowoprojektowana (odcinek ulica M. Kasprzaka – ulica Wolska)
- 1963−1969 – Nowo-Bema (zmiana nazwy ulicy)
- 1969[2]−1990[11] – aleja Rewolucji Październikowej (od 1973 odcinek Aleje Jerozolimskie – ulica Górczewska i ulica Czorsztyńska(inne języki) – Lasek na Kole)
- od 1990 aleja Prymasa Tysiąclecia; nazwa upamiętnia kardynała Stefana Wyszyńskiego zwanego Prymasem Tysiąclecia[12].

## Ważniejsze obiekty
- Dworzec kolejowy Warszawa Zachodnia
- Lasek na Kole
- Osiedle Moczydło
- Park im. Edwarda Szymańskiego
- Park Moczydło
- Powązki Wojskowe
- Przystanek kolejowy Warszawa Wola
- Relikty fabryki Lilpop, Rau i Loewenstein
- Rondo Tybetu
- Rondo Zesłańców Syberyjskich
- Zakład Energetyki Trakcyjnej i Torów Tramwajów Warszawskich